# Labis
Labis (en malayo: Pekan Labis) es una localidad de Malasia, en el estado de Johor.
Se encuentra a 56 m sobre el nivel del mar. 

## Demografía
Según estimación 2010 contaba con 25183 habitantes.